# Бьонес, Йозеф
Йо́зеф Бьо́нес (норв. Josef Bjaanæs) — норвежский кёрлингист.
В составе мужской сборной Норвегии участник чемпионата мира 1970 (заняли пятое место). Двукратный Чемпион Норвегии среди мужчин.
Играл на позиции первого. В 1970 был скипом команды (что для играющих на позиции первого в те годы было редкостью).

## Достижения
- Чемпионат Норвегии по кёрлингу среди мужчин: золото (1959, 1970).

## Команды
| Сезон   | Четвёртый   | Третий        | Второй          | Первый       | Турниры                      |
| ------- | ----------- | ------------- | --------------- | ------------ | ---------------------------- |
| 1958—59 | Leif Uggen  | Odd Stranberg | Th. Ihle-Hansen | Йозеф Бьонес | ЧНМ 1959                     |
| 1969—70 | Кнут Бьонес | Гейр Сёйланн  | —               | Йозеф Бьонес | ЧНМ 1970 · ЧМ 1970 (5 место) |

(скипы выделены полужирным шрифтом)